# Đầu bếp và đại gia
Đầu bếp và đại gia là một bộ phim truyền hình được thục hiện bởi Hãng phim Đông A, do Trịnh Lê Phong làm đạo diễn. Phim phát sóng vào lúc 21h10 ngày 8 tháng 2 năm 2008 trên kênh VTV3.

## Nội dung
Xuân Tình và Lê Tài là hai anh em song sinh nhưng vì hoàn cảnh mà phải xa tách nhau từ nhỏ. Xuân Tình trở thành một đầu bếp giỏi, Lê Tài lại là giám đốc công ty Đại Phát thành đạt, cả hai đều đã có người yêu.Trong một lần, Lê Tài đến cửa hàng của Xuân Tình và họ vô tình hoán đổi vị trí cho nhau.

## Diễn viên
- Vĩnh Xương trong vai Xuân Tình/Lê Tài
- Kim Oanh trong vai Thúy
- Thùy Dung trong vai Mỹ
- Phú Đôn trong vai Bếp gầy
- Đình Chiến trong vai Bếp béo
- Lâm Tùng trong vai Lái xe
- Quốc Quân, Bùi Bài Bình (pđd), Tạ Thu, Quang Lâm trong vai Nhân viên phòng đối ngoại

## Sản xuất và phát sóng
Đây là một bộ phim tết do Hãng phim Đông A của Trần Lực sản xuất, sau thành công của Tết này ai đến xông nhà và Hai Bình làm thủy điện. Đạo diễn bộ phim là Trịnh Lê Phong, kịch bản bởi Đỗ Trí Hùng, với các diễn viên tham gia gồm Vĩnh Xương, Kim Oanh và Thùy Dung. Phim được chia ra làm 2 tập, phát sóng vào ngày 8 tháng 2 năm 2008 (tức mùng 2 Tết Nguyên đán) trên kênh VTV3.

## Giải thưởng
| Năm  | Giải thưởng         | Hạng mục   | Đề cử | Kết quả       | Nguồn |
| ---- | ------------------- | ---------- | ----- | ------------- | ----- |
| 2008 | Giải Cánh diều 2007 | Phim video | —     | Cánh diều Bạc | [ 5 ] |